# Alberto Coyote
Héctor Alberto Coyote Tapia (Celaya, 26 marzo 1967) è un ex calciatore messicano, di ruolo centrocampista.

## Carriera

### Club
Debutta nel Club León, durante la stagione 1990-'91 giocando per 10 minuti. Nel 1993 passa al Chivas de Guadalajara, dove gli viene assegnato il numero 6; non lo abbandonerà più fino al termine della sua carriera. Con la squadra di Guadalajara totalizza 272 presenze in Primera División messicana, segnando 10 gol. Nel 2001 si trasferisce al Club de Fútbol Atlante, dove chiude la carriera nel 2002.

### Nazionale
Con la nazionale di calcio messicana ha disputato 54 partite, senza mai segnare, nel periodo dal 1992 al 2001.

## Palmarès

### Nazionale
- Gold Cup: 1

1993

### Individuale
- Pallone d'oro (Messico): 1

1996-1997